# It's the End of the World as We Know It (And I Feel Fine)
"It's the End of the World as We Know It (And I Feel Fine)" er en sang af det amerikanske alternative rockband R.E.M., der udkom på deres album Document i 1987. Den er desuden udgivet på opsamlingsalbummet Eponymous (1988) og And I Feel Fine... The Best of the I.R.S. Years 1982–1987 (2006). Den blev udgivet som single i november 1987, hvor den nåede nummer 69 på den amerikanske Billboard Hot 100 og senere nummer 39 på UK Singles Chart ved genudgivelsen i 1991.
Sangen stammer fra en tidligere uudgivet sang kaldet "PSA" ("Public Service Announcement"); både melodi og tempo er meget ens på de to sange. "PSA" blev senere bearbejdet og udgivet som single i 2003 under titlen "Bad Day". I et interview med musikmagasinet Guitar World, der udkom i november 1996 gav gruppens guitarist Peter Buck intervieweren ret i, at "End of the World" var i samme tradition om Bob Dylans "Subterranean Homesick Blues".

## Spor

### Oprindelig udgivelse
- "7: IRS IRM 145 (UK):

1. "It's the End of the World as We Know It (And I Feel Fine)" – 4:04
2. "This One Goes Out" (live akustiske version "The One I Love") – 4:19

- "7: IRS IRS-53220 (US); cassette: IRS IRSC-53220:

1. "It's the End of the World as We Know It (And I Feel Fine)" – 4:04
2. "Last Date" (Floyd Cramer cover) – 2:13

- "12: IRS IRMT 145:

1. "It's the End of the World as We Know It (And I Feel Fine)" – 4:04
2. "This One Goes Out" (live akustisk cover "The One I Love") – 4:19
3. "Maps and Legends" (live akustisk)

- "12 Promo: IRS 7363 (US):

1. "It's the End of the World as We Know It (And I Feel Fine)" – 4:04
2. "Disturbance at the Heron House (Live fra kassette 5.24.87 McCabes Guitar Shop)" – 3:41

### Re-issue
- CD: IRS DIRMT 180:

1. "It's the End of the World as We Know It (And I Feel Fine)" – 4:04
2. "Radio Free Europe" – 4:03
3. "The One I Love" (Live akustisk) – 4:19

- CD: IRS DIRMX 180:

1. "It's the End of the World as We Know It (And I Feel Fine)" – 4:04
2. "Radio Free Europe" (Hib-Tone version) – 3:46
3. "White Tornado" – 1:59
4. "Last Date" – 2:13

- "7: IRS IRM 180; cassette: IRS DIRMC 180:

1. "It's the End of the World as We Know It (And I Feel Fine)" – 4:04
2. "Radio Free Europe" – 4:03

## Modtagelse

### Kommerciel succes
Sangen blev spillet uafbrudt i 24-timer (med små reklamepauser) for at introducere det nye format for WENZ 107.9 FM "The End", en radiostation i Cleveland, Ohio i 1992. Da stationen igen gennemgik et formatskifte i 1996 spillede de igen sangen i et 24-timers loop. Der blev lavet en dokumentarfilm om radiostationen med titlen The End of the World As We Knew It, som blev udgivet i 2009, da indeholder mange af de tidligere DJ's og andre ansatte.
Inden den påståede maya-apokalypse den 21. december 2012 blev salget af sangen øget fra omkring 3.000 til 19.000 eksemplarer i denne uge. Den alternative radiostation CFEX-FM i Calgary, Canada spillede sangen hele dagen den 21. december 2012, kun afbrudt af "Get to Know a Mayan" og "Apocalypse Survival Tips" segmenter.

### Hitlister
| Hitliste (1987/1991)                | Højeste placering |
| ----------------------------------- | ----------------- |
| Irish Singles Chart                 | 222               |
| UK Singles Chart                    | 391               |
| US Billboard Hot 100                | 69                |
| US Billboard Mainstream Rock Tracks | 16                |

- 1 – Singlen nåede ved første udgivelsen nummer 87 i Storbritannien. Den nåede nummer 39 ved genudgivelsen i 1991.
- 2 – Kom først på hitlisten i 1991 efter sangen blev genudgivet.

## Coverversioner
- De medvirkende i SMTV Live sang en variation af sangen i den sidste episode den 27. december 2003.
- Vic Chesnutt, der blev "opdaget" af R.E.M.'s Michael Stipe, indspillede en coverversion af sangen i 1992 på R.E.M.-hyldestalbummet Surprise Your Pig.
- Den Newfoundland-baserede folkrockgruppe Great Big Sea indspillede en coverversion på deres album Play fra 1997 under titlen "End of the World". Deres version er halvandet minut kortere end R.E.M.'s, men indeholder stadig alle vers, hvilket primært opnås ved et væsentligt højere tempo. Den toppede som nummer 24 på Canadian Singles Chart den 6. april, 1998.[9]
- DC Talk indspillede sangen på livealbummet Welcome to the Freak Show fra 1997.
- The Suicide Machines indspillede sangen til albummet Steal This Record fra 2001.
- Den amerikanske skuespiller America Ferrera indspillede sangen under episoden "Blackout!" af ABC fjernsynsserie Ugly Betty.
- Matt Nathanson, Sugarland og Little Big Town indspillede sangen Holmdel, New Jersey, og Bon Jovi lavede deres eget cover i Milwaukee, Wisconsin som forbredelse radiokonkurrencen 2011 end times prediction
- Orange County ska punk bandet Starpool udgav en sang som digitalt download den 21. december 2012.
- Chris Carrabba fra Dashboard Confessional indspillede sangen til albummet Covered In The Flood i 2011.[10]
- Peter Buffett indspillede en coverversion der blev udgivet den 21. december 2012.[11]